# Stanisław Kasprzyk

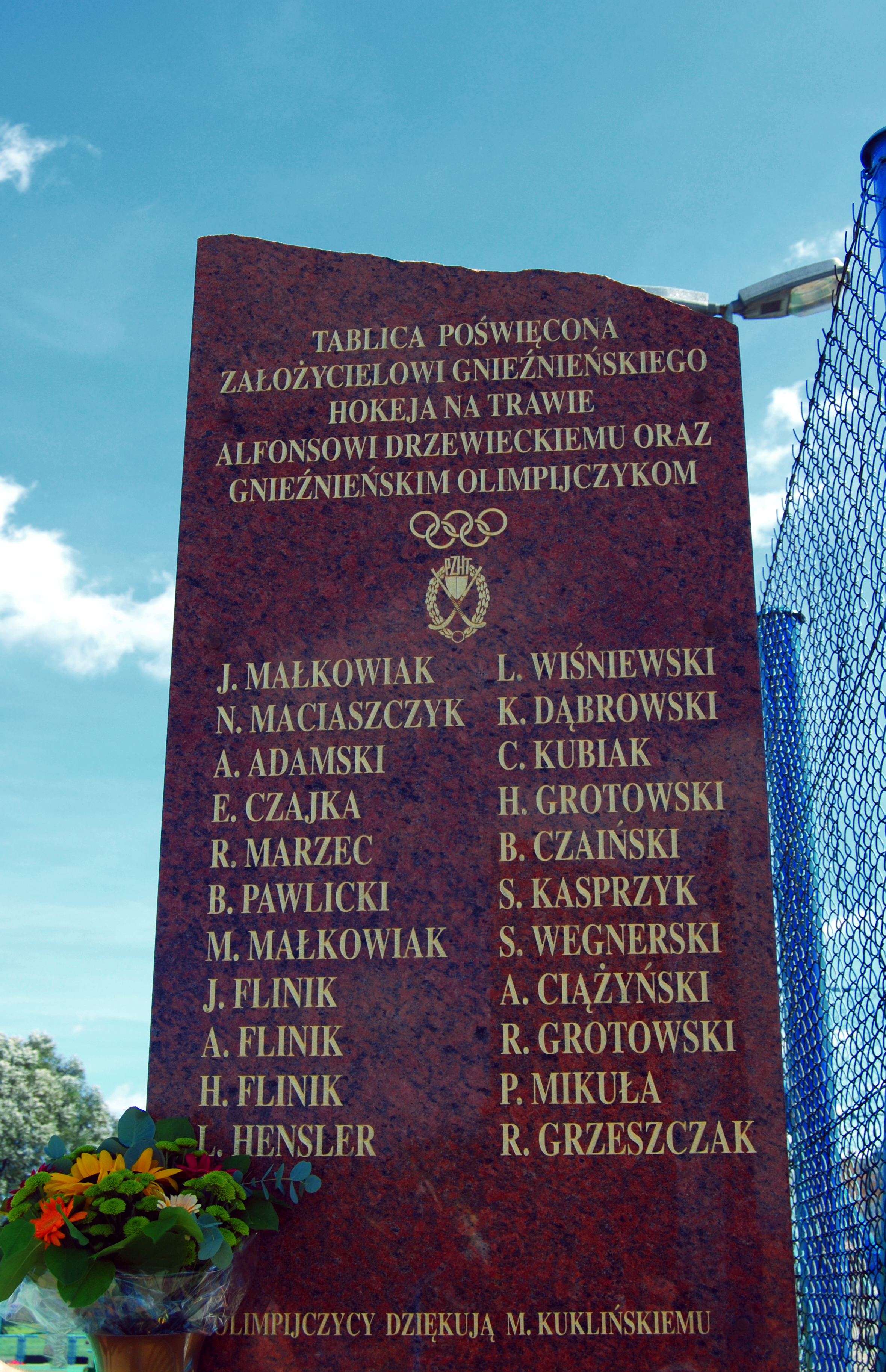
Tablica poświęcona gnieźnienskim olimpijczykom, m.in. Stanisławowi Kasprzykowi

Stanisław Kasprzyk (ur. 7 listopada 1942 w Gnieźnie, zm. 23 września 2022 tamże) – polski hokeista na trawie, olimpijczyk.
Syn Stanisława i Rozalii z Zielińskich, ukończył Zasadniczą Szkołę Zawodową nr 1 w Gnieźnie (1959), uzyskując zawód elektromechanika. Od 1955 uprawiał hokej w Sparcie Gniezno; z klubem tym był związany przez niemal całą karierę, poza grą w Grunwaldzie Poznań w czasie służby wojskowej. Grał na pozycji pomocnika, wyróżniał się umiejętnościami taktycznymi.
W latach 1962–1975 wystąpił w 49 meczach reprezentacji narodowej, strzelając 2 bramki. Brał udział w debiucie Polski w finałach mistrzostw Europy w Brukseli w 1970. Wystąpił również na igrzyskach olimpijskich w Monachium w 1972, na których Polska zajęła 11. miejsce.
Otrzymał tytuł „Zasłużonego Mistrza Sportu”. Po zakończeniu kariery zawodniczej został działaczem hokejowym w Gnieźnie, występował również w meczach weteranów. Z małżeństwa z Mieczysławą Smętowską ma synów Marka i Dariusza; Dariusz także grał w hokeja w drużynie gnieźnieńskiej Sparty.
Zmarł 23 września 2022.